# Harry l'Executor
Harry l'Executor (títol original: The Enforcer) és una pel·lícula dels Estats Units de James Fargo del 1976. Es tracta de la tercera pel·lícula de l'Inspector Harry Callahan. Ha estat doblada al català.

## Argument
Alguns anys després d'haver vençut l'escuadró de la mort, Harry Callahan investiga un grup terrorista anomenat la Força del cop del Poble, el cap del qual, Bobby Maxwell, és un veterà del Vietnam expulsat de l'exèrcit a causa de la seva esquizofrènia. Aquesta organització extremista reclama dos milions de dòlars a la ciutat de San Francisco.
Irritat per la violència que utilitza Harry així com per les destrosses que ha fet en la presa d'hostages al començament de la pel·lícula, el tinent Mc Cay decideix traslladar-lo al servei de personal. Forma part d'un jurat per un examen d'ingrès, on l'alcalde ha donat l'ordre d'acceptar cinc homes i tres dones futurs inspectors. Harry, molest per aquesta idea fa tot el possible per descoratjar una de les candidates, Kate Moore, aconvertir-se en inspectora. Tanmateix, les ordres de l'alcalde passen sobre tota lògica i Kate és contractada com inspectora encara que només tingui nou anys d'experiència en serveis administratius, sense haver-hi fet cap detenció en la seva carrera ni haver estar enfrontada a situacions perilloses.
La primera acció important del grup és l'atracament a un magatzem ple d'armes militars de llarg abast, del qual un dels terroristes és un vell empleat. Harry i Di Giorgio intervenen, els terroristes arriben a fugit, però Di Giorgio (inspector present en les dues pel·lícules precedents) és mort per Maxwell.
Més tard, Mc Cay decideix posar Harry a la criminal amb la finalitat d'ocupar-se d'aquest afer, i té com a companya Kate Moore. Vexat per aquesta decisió, es mostra força distant i prova de posar algunes dificultats.

## Repartiment

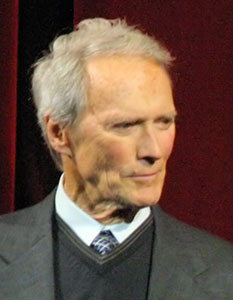
Clint Eastwood

- Clint Eastwood: inspector Harry Callahan
- Tyne Daly: inspectora Kate Moore
- Harry Guardino: tinent Al Bressler
- Bradford Dillman: capità McKay
- John Mitchum: inspector Frank DiGiorgio
- DeVeren Bookwalter: Bobby Maxwell
- John Crawford: L'alcalde
- Albert Popwell: Big Ed Mustapha
- Samantha Doane: Wanda
- Robert Hoy: Buchinski
- Jocelyn Jones: Miki
- M.G. Kelly: pare John
- Nicl Pellegrino: Martin
- Rudy Ramos: Mendez
- Bill Ackridge: Andy
- Bill Jelliffe: Johnny
- Joe Bellan: Freddie
- Tim O'Neil: un sergent de la polícia
- Jan Stratton: Sra. Grey
- Will MacMillan: Tinent Dobbs
- Jerry Walter: Krause
- Steve Eoff: Bustanoby
- Tim Burrus: Henry Lee
- Michael Cavanaugh: Lalo
- Dick Durock: Karl
- Ronald Manning: Tex

## Producció

### El guió
El primer script, titulat Moving Target, va ser escrit per dos joves estudiants de cinema de San Francisco, Gail Morgan Hickman i S.W. Schurr. Fans de les dues primeres pel·lícules, s'inspiren en el segrest de Patricia Hearst l'any 1974 per l'Exèrcit Simbiòtic d'Alliberament per escriure el seu guió. No coneixent ningú en el món cinematogràfic, decideixen anar al restaurant de Clint Eastwood a Carmel-by-the-Sea, el Hog's Breath Inn. Li donen al mancomunat d'Eastwood que, en principi reticent, li fa arribar a l'actor. Aquest últim queda seduït per la idea global, malgrat algunes retocs a fer.

### El director
Clint Eastwood devia dirigir en un principi la pel·lícula. Però per la seva implicació a El bandoler Josey Wales, li passa el testimoni a James Fargo, el seu ajudant de direcció a El bandoler Josey Wales i Llicència per matar.

## Acusació de plagi
Un autor va acusar Clint Eastwood de plagi pel títol de la pel·lícula, The Enforcer. Clint Eastwood es va defensar precissant que el títol era un homenatge al títol original de la pel·lícula The Enforcer amb Humphrey Bogart estrenada l'any 1951